# Koninklijke Van Kempen & Begeer

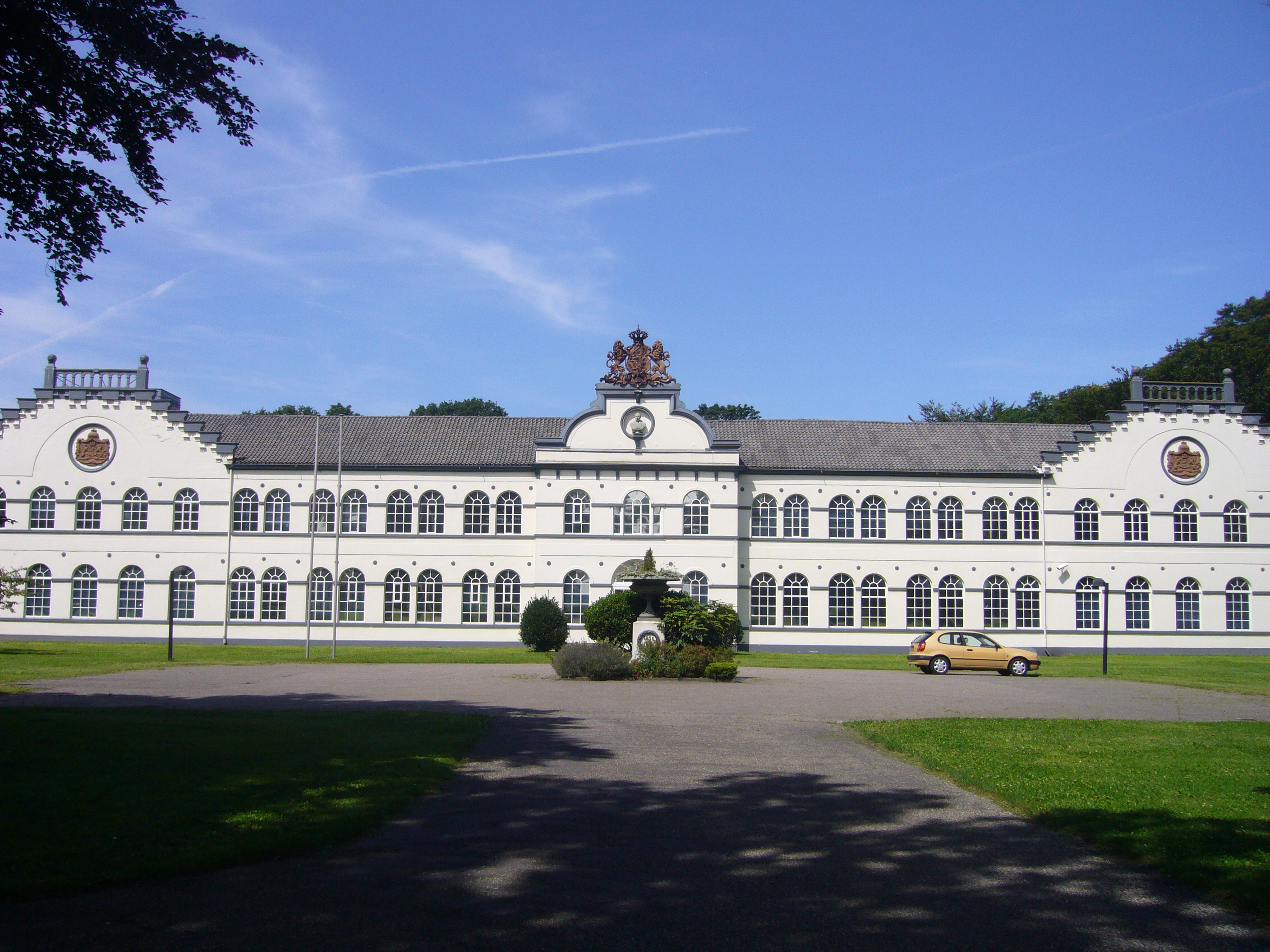
Het voormalige pand van Van Kempen en Begeer te Voorschoten

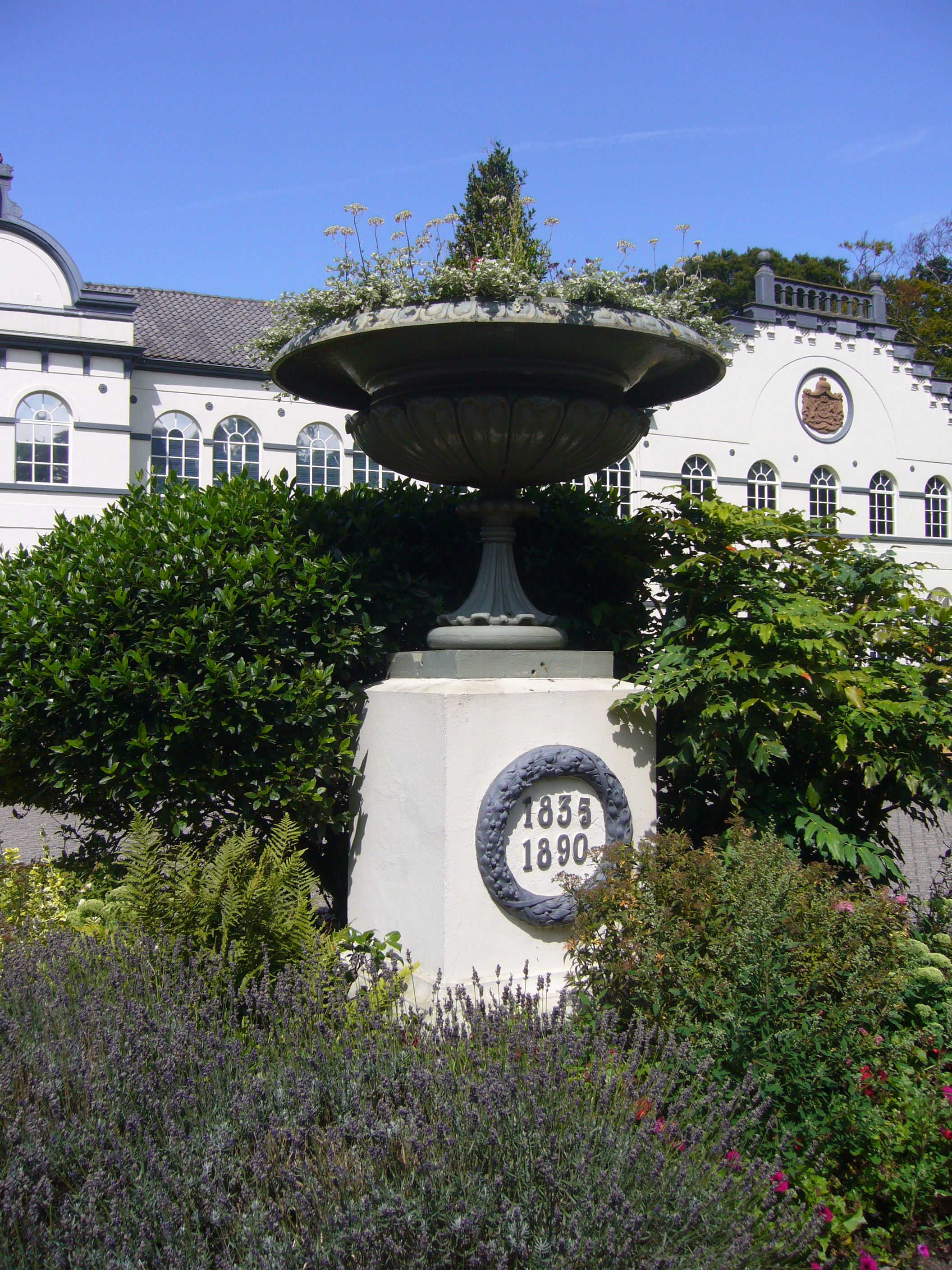
Monument voor het voormalige pand van Van Kempen en Begeer te Voorschoten

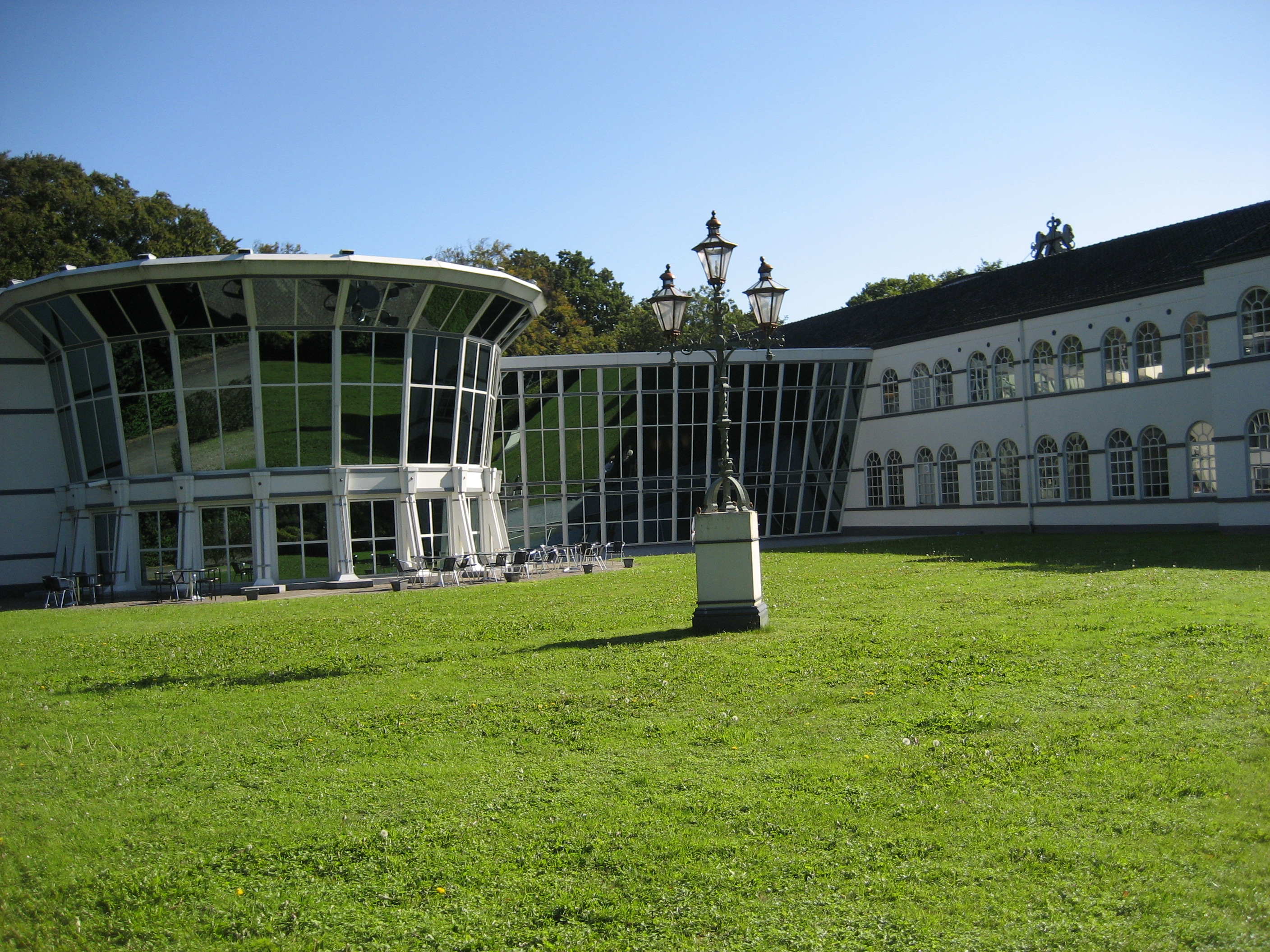
Achterzijde

De Koninklijke Van Kempen & Begeer is van oorsprong een fabriek van bestek en andere metaalwerken, vooral voor het huishouden - maar ook bijvoorbeeld penningen werden er ontworpen en vervaardigd. Het bedrijf was gevestigd in Voorschoten en een voortzetting van een oorspronkelijk in Utrecht door de zilversmid Johannes Mattheüs van Kempen (1764–1833) gestichte zilverfabriek en de Koninklijke Utrechtse Fabriek van Zilverwerken. In de volksmond heette het bedrijf De Zilverfabriek. Na een lange neergang, ingezet rond de Tweede Wereldoorlog, werd in 2018 wat restte van de fabriek, het merk Van Kempen & Begeer, overgenomen door 'The Cookware Company', een van oorsprong Belgische fabriek van keukenartikelen. De onder het merk verkochte producten worden in China vervaardigd. 

## Ontstaan van het bedrijf in Utrecht
De grondlegger van het bedrijf is de in 1764 te Utrecht geboren Johannes Mattheüs van Kempen. In 1789 werd hij als meester toegelaten tot het gilde van zilversmeden.  Zijn zonen Pieter Johannes (1790-1831) en Johannes Mattheüs (1792-1831) traden in het voetspoor van hun vader als zilversmeden te Utrecht.

## Verhuizing naar Voorschoten
Sinds 1841 mocht het bedrijf het Koninklijk Wapen voeren. Kleinzoon Johannes Mattheüs van Kempen (1814-1877) had inmiddels de leiding overgenomen. Hij was (met drie van zijn zonen) de oprichter en eerste directeur van de 'Koninklijke Nederlandse Fabriek van gouden en zilveren werken J.M. van Kempen & Zonen' te Voorschoten. Bij de opening van de nieuwe fabriek in 1858 te Voorschoten is het predicaat Koninklijk aan het bedrijf verleend.

## Fusie in 1919 en het vertrek van Van Kempen in 1925
In 1919 ontstond door fusie met de bedrijven van C.J.A. Begeer en De Fabriek van Gouden en Zilveren Werken voorheen Jac. D. Vos (gevestigd te 's-Gravenhage, opgericht 1876) de combinatie Koninklijke Nederlandsche Edelmetaal Bedrijven Van Kempen, Begeer en Vos (K.N.E.B.). Het bedrijf richtte zich vooral op de winkels - het productiebedrijf te Voorschoten kreeg de status van intern toeleveringsbedrijf. De verschillende onderdelen opereerden redelijk zelfstandig. De holding had elf directeuren, met Carel J.A. Begeer als voorzitter. In 1924 werden de zaken opnieuw ingedeeld in vijf afzonderlijke vennootschappen, met onder meer aparte nv's voor de exploitatie van de juweliersmagazijnen. In 1925 verliet Antonius Everdinus van Kempen, kleinzoon van de oprichter, na een reorganisatie het bedrijf weer en werd hij directeur bij concurrent Gerritsen uit Zeist, sindsdien onder de naam Gerritsen en Van Kempen.

## Ontwikkeling 1925-1960
Het bedrijf in Voorschoten werd voortgezet als NV Ateliers voor Edelsmeed en Penningkunst Van Kempen en Begeer, terwijl gelijktijdig de afdeling medailles van de NV Koninklijke Nederlandsche Edelmetaalbedrijven werd overgenomen. In 1927 volgde nog de oprichting van de Hollandsche Kettingfabriek, te Voorschoten. Het productiebedrijf te Voorschoten stond de eerste jaren onder leiding van dr. M. Brinkgreve en jhr.ir. Arnold Carl von Weiler; aan het hoofd van het moederbedrijf stond sinds 1925 Carel Joseph Anton Begeer als directeur-generaal, bijgestaan door Dirk Vos als directeur. Het optreden van Carel J.A. Begeer tijdens de bezetting is op zijn zachtst gezegd onhandig te noemen: het bedrijf kwam deze periode mede door door de vervaardiging van surrogaatproducten als huishoudelijke artikelen van verkoperd ijzer en verzilverd zink. Tijdens de wederopbouw vond een oriëntatie op het productiebedrijf plaats. Het bedrijfsonderdeel De Juweelenfabriek voorheen Jac. Vos en Co. te 's-Gravenhage werd per 1946 weer overgedragen aan Jac. Vos. Om een groter assortiment te kunnen bieden volgde in 1949 de oprichting van de NV Begeer, Van Kempen en Vos (BKV) Fabricage-, Import- en Groothandelsbedrijf, te 's-Gravenhage. In 1948 gaf Carel Begeer de dagelijkse leiding over aan zijn zoon Bas. Wel bleef hij tot aan zijn dood in 1956 betrokken als directeur-generaal.

## Neergang
In 1960 fuseerden de beide concurrenten uit Voorschoten en Zeist weer tot de 'Koninklijke Van Kempen en Begeer'. Adjunct-directeur en artistiek leider van de gefuseerde onderneming werd de in Oostenrijk geboren ontwerper Gustav Beran. In december 1965 woedde er een forse brand, niet de enige tegenslag. De winkels werden in de jaren 70 overgenomen door Schaap & Citroen, het moederbedrijf bleef met verliesgevende dochtermaatschappijen zitten. In 1984 werd uitstel van betaling voor twee daarvan aangevraagd, de Zilfa (Zilverfabriek Begeer) en DCW, de Hollandse Kettingfabriek, samen goed voor ruim de helft van de werkgelegenheid, 130 van de 215 arbeidsplaatsen. De onvrede over de gang van zaken leidde tot een bedrijfsbezetting. In 1985 verliet de firma het monumentale gebouw te Voorschoten, dat tot 2008 in gebruik bleef bij Mexx. Van Kempen & Begeer verhuisde in afgeslankte vorm naar Zoetermeer. In 1986 werd de bestekfabriek van Gero uit Zeist overgenomen, die in 1912 door M. Gerritsen en J. ter Beek was gestart. In september 2008 nam Royal Delft de BV Koninklijke Van Kempen & Begeer over.

## Overname in februari 2018 door The Cookware Company
In februari 2018 werd BV Koninklijke Van Kempen & Begeer overgenomen door The Cookware Company, een bedrijf met zijn hoofdkantoor in het Belgische Drongen en vestigingen in New York, Hong Kong, Londen en Delft. The Cookware Company legt zich toe op de verkoop van in China geproduceerde producten onder oude merknamen.

## Ontwerpers
Ontwerpers voor 'Van Kempen en Begeer' zijn o.a. geweest
- Gijs Bakker
- Christa Ehrlich
- Jan Eisenloeffel
- Jac.J. van Goor
- Marinus Kutterink
- George Henri Lantman
- Frans Brusche